# 丝梗杭子梢
丝梗杭子梢（学名：Campylotropis yunnanensis var. filipes）为豆科杭子梢属下的一个变种。